# Cargo, England
Cargo är en by i civil parish Kingmoor i grevskapet Cumbria i England. Byn är belägen 5 km från Carlisle. Byn hade 523 invånare år 2021.